# Херман IV (Хесен-Ротенбург)
Херман IV фон Хесен-Ротенбург (на немски: Hermann von Hessen-Rotenburg, * 15 август 1607 в Касел, † 25 март 1658 в Ротенбург на Фулда) е ландграф на Хесен-Ротенбург от 1627 до 1658 г.
Той е син на ландграф Мориц фон Хесен-Касел (1572 – 1632) и втората му съпруга Юлиана фон Насау-Диленбург (1587 – 1643), дъщеря на граф Йохан VII фон Насау-Зиген и Магдалена фон Валдек.
По-малък полубрат е на Вилхелм V, който наследява баща им през 1632 г. По-голям брат е на Фридрих, ландграф на Хесен-Ешвеге, и на Ернст, ландграф на Хесен-Рейнфелс.
Херман трябва да носи цял живот един железен крак. Той е признат изследовател по своето време в метеорологията, математиката, астрономията и географията. Автор е на Beiläufige Cosmographische Beschreibung des Niederfürstentums Hessen от 1641 г. През 1651 г. с лични средства той възстановява разрушеното през войната училище в Ротенбург през 1637 г. Той е член на литературното общество Fruchtbringende Gesellschaft.

## Фамилия
Херман IV се жени на 10 януари 1634 г. във Валдек за графиня София Юлиана фон Валдек-Вилдунген (* 1 април 1607; † 15 септември 1637), дъщеря на граф Кристиан фон Валдек-Вилдунген (1585 – 1637) и съпругата му графиня Елизабет фон Насау-Зиген (1584 – 1661), дъщеря на граф Йохан VII фон Насау-Зиген (1561 – 1623) и графиня Магдалена фон Валдек-Вилдунген (1558 – 1599)..  Те имат две деца, които умират като бебета:
- мъртвороден син (*/† 1 декември 1634 в Касел?)
- Юлиана фон Хесен-Касел (* 25 март 1636 в Касел; † 22 май 1636 в Касел)

Херман IV се жени втори път на 2 януари 1642 г. във Ваймар за принцеса Кунигунда Юлиана фон Анхалт-Десау (* 17 февруари 1608; † 26 септември 1683), дъщеря на княз Йохан Георг I фон Анхалт-Десау (1567 – 1618) и втората му съпруга Доротея фон Пфалц-Зимерн (1561 – 1594), дъщеря на пфалцграф Йохан Казимир фон Зимерн (1543 – 1592) и Елизабет Саксонска (1552 – 1590). Бракът е бездетен. Херман и Кунигунда са погребани в манастирската църква в Ротенбург. Наследен е от брат му Ернст.

## Произведения
- Cyriandrus, Uranophilus [Landgraf Hermann IV]: Historia meteorologica. Kassel 1551 [i. e. 1651]
- Cosmographische Beschreibung des Niederfürstentums Hessen, 1641 г.